# Cour suprême d'Argentine
Pour les articles homonymes, voir Cour suprême.
La Cour suprême d'Argentine (en espagnol : Corte Suprema de Justicia de la Nación, littéralement Cour suprême de justice de la nation) est la plus haute cour de justice de la République argentine en tant que juridiction suprême. Elle a été inaugurée le 15 janvier 1863. Pendant une grande partie du XXe siècle, la Cour et le système judiciaire argentin en général ont manqué d'autonomie par rapport au pouvoir exécutif. La Cour a été réformée en 2003 par le décret 222/03.
La Cour suprême fonctionne comme un tribunal de dernier recours. Ses décisions sont sans appel. Elle statue également sur les affaires portant sur l'interprétation de la constitution (par exemple, elle peut annuler une loi votée par le Congrès si elle la juge inconstitutionnelle).
Les membres de la Cour suprême sont nommés par le président de la Nation avec l'accord d'au moins les deux tiers des membres actuels du Sénat lors d'une session convoquée à cet effet, et ne peuvent être révoqués que par une procédure de destitution appelée juicio político (procès politique), initiée par la Chambre des députés et exécutée par le Sénat, exclusivement pour des raisons de mauvaise conduite.

## Bâtiment
Le palais de justice a été conçu par l'architecte français Norbert Maillart en 1906 et a été inauguré en 1910. Les travaux ultérieurs, à la fois logistiques et esthétiques, se sont poursuivis jusqu'en 1942, et parmi ses monuments les plus remarquables sont Justice, de Rogelio Yrurtia, et José de San Martín, de Luis Perlotti .

## Juges actuels
La composition actuelle de la Cour suprême est la suivante:
- Président : Dr Carlos Fernando Rosenkrantz .
- Vice-président : Dr Elena Highton de Nolasco .

- Juges : Dr Juan Carlos Maqueda, Dr Ricardo Lorenzetti et Dr Horacio Daniel Rosatti

## Histoire
Jusque dans les années 2000, la Cour a manqué d'indépendance par rapport à l'exécutif dans de nombreux cas. Plusieurs de ses juges ont été accusés de former une «majorité automatique», qui a toujours été d'accord sur les votes ayant trait aux intérêts de l'administration. Les auteurs ont souligné une sorte de « système des dépouilles », entraînant des changements dans la composition de la Cour à chaque nouvelle majorité politique. La Cour suprême a été caractérisée à la fois par « une instabilité dans sa composition» et par une incohérence dans ses décisions. Cependant, les réformes de 1994 et 2003 ont amélioré le caractère démocratique de la Cour.

### De la décennie infâme à la réforme de 1994

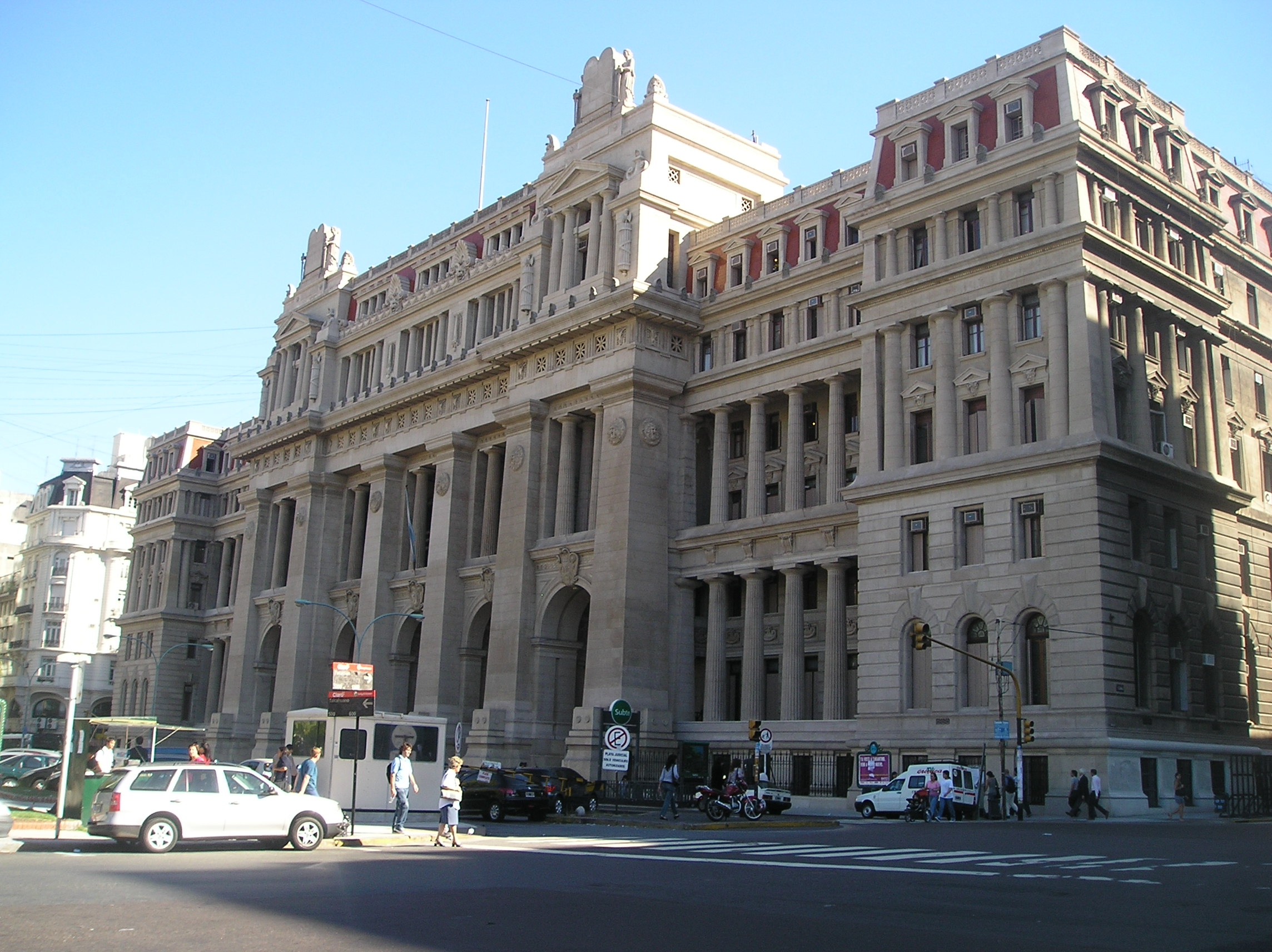
Le Palais de Justice, site de la Cour suprême.

Au début du XXe siècle, la Cour était composée de cinq magistrats. À la suite du coup d'État militaire de 1930 de José Félix Uriburu, qui a lancé la décennie infâme, les cinq juges ont reconnu les nouvelles autorités et officialisé la rupture de l'ordre constitutionnel créant ainsi un précédent qui affecterait une grande partie de l'histoire de l'Argentine. 
Pendant la présidence de Juan Perón, la Cour suprême a approuvé des décrets qui n'avaient pas été votés par le Congrès. En 1947, après la phase conservatrice du régime militaire, le général Juan Perón a lancé un procès contre trois des juges de la Cour suprême et le quatrième a démissionné. Ainsi, un seul des juges précédents est resté en place. De 1946 à 1955, le système judiciaire en général était en accord avec les politiques officielles du parti justicialiste. 
À la suite de la Révolution libératrice catholico-nationaliste de 1955, les cinq magistrats de la Cour suprême ont été destitués par les militaires au pouvoir. 
Lorsque le gouvernement constitutionnel d'Arturo Frondizi (UCRI) est arrivé au pouvoir en 1958, trois juges ont démissionné. Pendant le mandat de Frondizi, le nombre de juges de la Cour suprême a été augmenté, tandis que tous les juges péronistes du système judiciaire ont été révoqués. 
En 1963, le gouvernement démocratique suivant, d'Arturo Illia (UCRP), a également tenté d'augmenter la composition numérique de la Cour suprême. Cependant, le coup d'État militaire de Juan Carlos Onganía (connu sous le nom de Dictature de la révolution argentine) a destitué Arturo Illia avant la mise en œuvre de la réforme. Dès que les militaires sont arrivés au pouvoir, ils ont fait pression sur les juges de la Cour suprême pour qu'ils démissionnent. Ces derniers n'ont renoncé à leurs fonctions que peu de temps avant le retour de l'ordre constitutionnel en 1973. 
Un tribunal ad hoc a été formé le 24 mai 1973. Les cinq nouveaux juges étaient tous péronistes et aucun d'entre eux ne venait de la famille judiciaire, ni n'avait fait carrière dans les tribunaux. Après le coup d'État militaire de mars 1976, la junte militaire a tenté de destituer tous les magistrats de la Cour suprême. Ce dernier[Qui ?], cependant, a accepté l'imposition d'une loi formulant les objectifs du soi-disant « processus de réorganisation nationale », qui a abouti à une répression illégale venant de l'État et à la disparition de 30 000 personnes durant la période appelée la Guerre sale. 
À la suite de la transition démocratique, les militaires les plus hauts responsables de la dictature ont été traduits en justice dans le cadre du procès des juntes en 1985. Cependant, ce procès n'a pas été supervisé par la Cour suprême, mais par la Cour d'appel pénale fédérale.
Après l'élection de Carlos Menem à la présidence, le système judiciaire argentin a été la cible de nombreuses pressions du pouvoir exécutif. En 1989, Carlos Menem a augmenté de cinq à neuf membres les juges de la Cour suprême et a choisi les quatre nouveaux juges. Le Sénat a approuvé son choix le 19 avril 1990, lors d'une session parlementaire secrète qui a duré 7 minutes et à laquelle l'opposition n'a pas été invitée. La démission du juge Bacqué a assuré une majorité absolue aux partisans de Carlos Menem.

### La Cour suprême depuis 1994 et la réforme de 2003

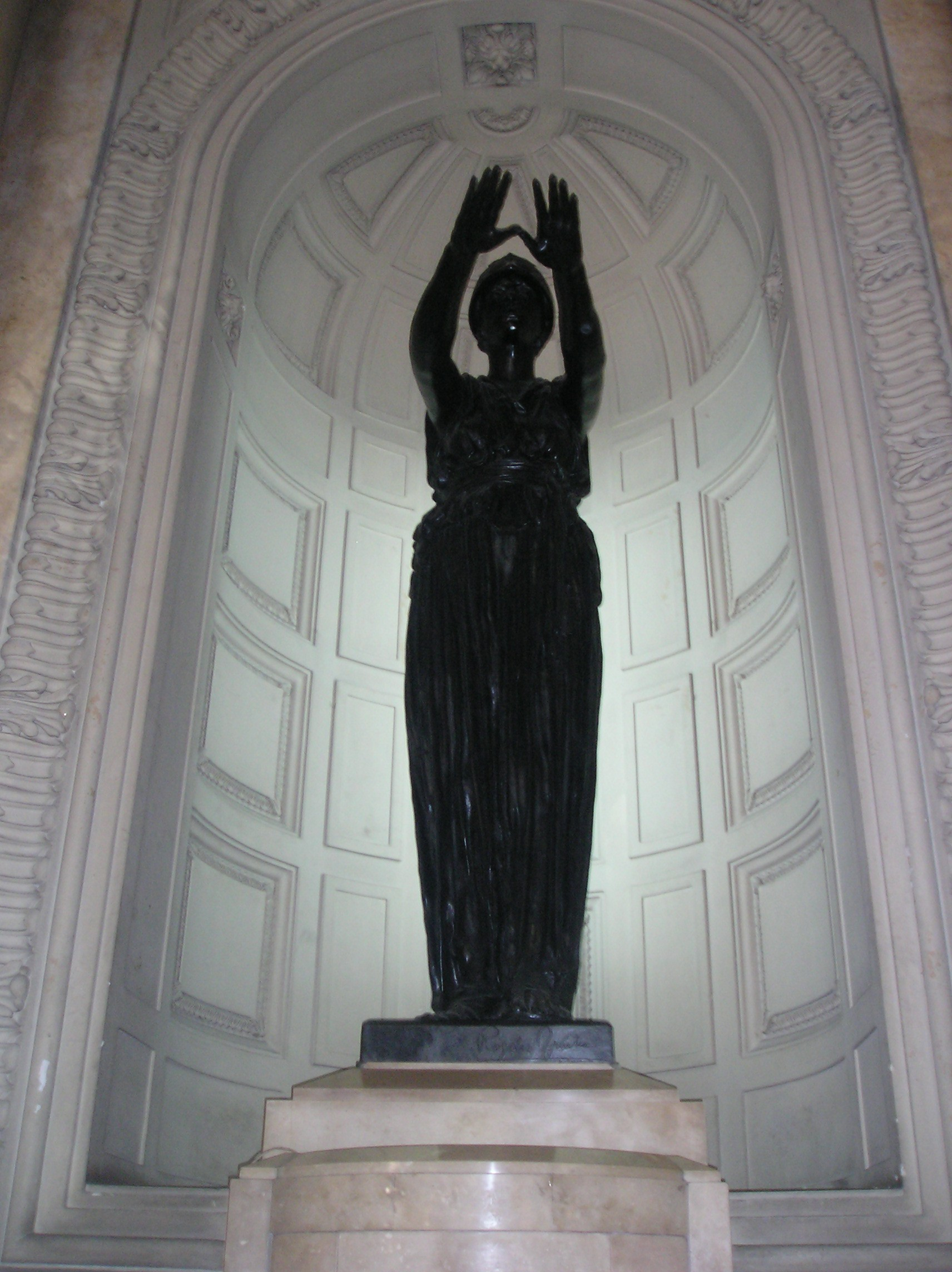
Justice, par Rogelio Yrurtia

La réforme constitutionnelle de 1994 a légèrement modifié le mode de nomination des juges: bien qu'ils soient toujours proposés par le pouvoir exécutif et approuvés par le Sénat, la majorité absolue n'est plus nécessaire, 2/3 des voix des parlementaires actuels étant suffisant pour approbation. Elle a également introduit les notions juridiques amparo, habeas corpus et habeas data, visant à la protection des données personnelles.
Dans les années 2000, depuis la présidence intérimaire d' Eduardo Duhalde et surtout pendant le mandat de Néstor Kirchner qui a débuté en 2003, tous les membres de la majorité de Menem ont démissionné ou ont été révoqués. Le Dr Antonio Boggiano, le dernier d'entre eux, a été destitué le 29 septembre 2005. Tous les juges n'ont pas été remplacés, il restait donc deux postes vacants.
La procédure d'amicus curiae, permettant à des tiers à une affaire de déposer un texte écrit devant la Cour pour défendre l'intérêt général, a ensuite été officialisée. Le processus a été utilisé en 2001, lorsque la justice espagnole a envoyé un mandat d'arrêt international contre les responsables des violations des droits de l'homme en Argentine. Une ONG[Qui ?] a ensuite déposé un texte, en tant que tierce partie, devant le tribunal argentin, exposant les arguments judiciaires nécessaires pour extrader ou juger les suspects de violations des droits de l'homme (une alternative connue sous le nom de compétence universelle subsidiaire). 
Ce changement a constitué une étape importante dans la décision de 2005 qui déclarait que les crimes de disparition forcée étaient des crimes contre l'humanité (Caso Simon). Deux ans plus tôt, le Congrès avait déclaré inconstitutionnelles les lois d'amnistie ( Loi du Point Final de 1986 et Ley de Obediencia Debida de 1987), ouvrant ainsi la voie aux procès des suspects de violations des droits de l'homme pendant la dictature.
Une autre réforme importante a eu lieu en 2003. En effet, depuis le 19 juin 2003, par décret présidentiel, les candidats à un siège à la Cour suprême doivent être présentés par le pouvoir exécutif pour examen. Les curriculum vitae des candidats doivent être rendus publics et annoncés par le ministère de la Justice, et peuvent être discutés dans les médias et ailleurs par les ONG, les associations de droit professionnel, les groupes universitaires et de défense des droits de l'homme et tous les citoyens en général. Après trois mois, le président, avec cet avis, peut alors choisir de présenter le candidat au Sénat argentin, qui doit se prononcer sur la nomination, nécessitant au moins une majorité des deux tiers pour un vote positif.
Par ailleurs, le 2 juillet 2003, le Sénat a approuvé une réforme qui contraint sa Commission à faire connaître ses choix concernant la confirmation des nominations des magistrats de la justice et du ministère public. 
Enfin, à la suite d'un colloque organisé par l'ONG CELS en 2003, le juge en chef Petracchi a accepté de publier les décisions de la Cour,. 
Plus récemment vers la fin de 2006, plusieurs juges se sont plaints que le retard du Président dans la nomination des deux sièges vacants à la Cour était problématique, car une Cour de neuf membres nominal avait besoin d'une majorité de cinq pour signer des décisions consensuelles, et ont exigé que des remplaçants soient nommés pour les anciens juges Augusto Belluscio et Antonio Boggiano (comme l'exige la loi), ou que le Congrès adopte une loi réduisant la Cour à sept juges (réduisant ainsi la majorité à quatre). Le 9 novembre 2006, la sénatrice Cristina Fernández de Kirchner, épouse du président, a présenté un projet de loi abrogeant la loi 24774, qui imposait de passer à neuf juges, afin de revenir finalement au nombre initial de cinq. La plupart des membres de la Cour ont salué ce projet. 

### Liste des présidents
- Francisco de las Carreras (1863–1870)[5]
- Salvador Maria del Carril (1870–1877)[5]
- José Benjamín Gorostiaga (1877–1887)[5]
- Benjamin Victorica (1887–1892)[5]
- Benjamín Paz (1892–1902)[5]
- Abel Bazán (1903)[5]
- Antonio Bermejo (1904–1929)[5],[6]
- José Figueroa Alcorta (1929–1931)[5]
- Roberto Repetto (1932–1946)[5]
- Antonio Sagarna (1946–1947)[7]
- Tomas Darío Casares (1947–1949)[7]
- Felipe Santiago Pérez (1949)
- Luis Ricardo Longhi (1949–1952)
- Rodolfo Guillermo Valenzuela (1952–1955)
- Alfredo Orgaz (1955–1960)[8],[9],[10]
- Benjamín Villegas Basavilbaso (1960–1964)
- Aristóbulo Donato Aráoz de Lamadrid (1964–1966)
- Eduardo Ortiz Basualdo (1966–1973)[11]
- Miguel Ángel Bercaitz (1973–1976)
- Adolfo R. Gabrielli (1976–1983)[12]
- Genaro R. Carrió (1983–1985)[11]
- Ricardo Levene (1990–1993)[13]
- Julio Nazareno (1993–2003)
- Carlos Fayt (2003–2004)
- Enrique Santiago Petracchi (2004–2007)
- Ricardo Lorenzetti (2007–2018)
- Carlos Rosenkrantz (2018–présent)

## Évaluation
Le renouvellement de la Cour suprême dans les premières années de l'administration Kirchner a été annoncé et est généralement reconnu comme une étape positive, apportant plus d'indépendance au pouvoir judiciaire et abordant les questions de préjugé idéologique,.
Jusqu'à la mi-2004, tous les juges étaient des hommes. Ils étaient considérés comme conservateurs, car la plupart étaient des catholiques fervents. En revanche, les deux juges les plus récemment nommées, Elena Highton et Carmen Argibay, sont des femmes. Carmen Argibay, ancienne juge Ad litem au Tribunal pénal international pour l'ex-Yougoslavie et ancienne présidente de l'Association internationale des femmes juges, est une féministe et athée autoproclamée, qui soutient la légalisation de l'avortement en Argentine. Eugenio Zaffaroni, premier à être désigné par le biais de la méthode de nomination publique, est considéré comme un défenseur de la Justice politiquement de centre-gauche, et aussi un érudit en criminologie critique. 